# Neznašov (zámek)
Zámek v Neznašově byl postaven Prosperem Berchtoldem z Uherčic na přelomu 18. a 19. století v empirovém slohu přestavbou renesanční tvrze z poloviny 16. století. Zámek a zámecký areál je kulturní památkou v Neznašově, části obce Všemyslice v okrese České Budějovice.

## Historie
V polovině 16. století zde postavil tvrz Jiří Kořenský z Terešova. Jeho potomek Zdeněk se zúčastnil českého stavovského povstání a během povstání zemřel. Jeho synovi Bohuslavovi byl statek zkonfiskován a jako konfiskát jej koupil Sezima z Vrtby; jeho syn Václav František zdědil Neznašov s tvrzí a dvorem, Všemyslice, Temelín, Albrechtice a Újezdec, byl hodnostářem rytířského řádu sv. Jana Jeruzalémského (maltézský řád) a zemřel 6. března 1686 bezdětný. Neznašovské panství zdědil bratr Václava Františka, a to Ferdinand František Leopold hrabě z Vrtby, hejtman Vltavského kraje; ten umřel dne 20. března 1712 a dědicem se stal mladší syn František Arnošt († 11. dubna 1750). Dalším majitelem neznašovského panství byla dcera Františka Arnošta – Karolina, provdaná Chermontová. Po její smrti Neznašov zdědila její dcera Filipina, která se v roce 1764 provdala za Karla Bedřicha Schütze. V roce 1784 byl Neznašov kvůli dluhům Schütze dán do dražby, ve které jej koupil Prosper Berchtold z Uherčic, který v době okolo roku 1800 nechal přestavět tvrz v empirový zámek s kapli sv. Jana Nepomuckého. U zámku byl založen park. Dne 7. května 1918 byl další člen tohoto rodu – Prosper Otakar Karel Berchtold zavražděn a majetek zdědila jeho dcera Juliána, která se provdala za advokáta Emila Schöblinga, za kterým do Neznašova jezdily významné osobnosti (např. 9. srpna 1935 Edvard Beneš, Jan Masaryk, Zdeněk Fierlinger). Ve 20. století (po 2. světové válce) byl majitelem zámku stát, který ze zámku udělal vojenské skladiště. Z okrasné zahrady vznikla náves, roh parku byl využit pro zástavbu se zahradami.

## Popis
Zámek je jednopatrový, čtyřkřídlý s vnitřním nádvořím. V budově jsou zachovány části původní tvrze. Přízemí má klenuté stropy. V zámku je velké množství památkově cenných detailů. Zámek ani park nejsou udržovány a nejsou přístupné.